# 菲利普·斯克莱特
菲利普·卢特利·斯克莱特（英語：Philip Lutley Sclater，1829年11月4日—1913年6月27日）是一位英国律师和动物学家，主要从事鳥類學研究，开创性地建立了动物地理学分区。